# Quédate
"Quédate" (em portugues: Permanecer) é um single oficial da carreira do cantor pop norte-americano Pee Wee, sendo o segundo lançado em seu álbum de estréia, intitulado Yo Soy. Lançada oficialmente em 24 de dezembro de 2009, pela EMI Music, a canção foi composta pelo cantor em parceria com os compositores Claudia Brant, Rudy Maya, que também produziu a canção, tendo sua primeira performance no programa El Show De Los Sueños. Um remix foi lançado em 19 de janeiro de 2010 para ajudar a promoção do single, que foi a última canção à ser trabalhada no álabum.

## Faixas
- CD Single/Digital download

1. "Quédate" (Single Version) – 3:17
2. "Quédate (The Remix)" (featuring Sardi) – 3:46

## Versões
- Quédate (Album Version) - 3:17
- Quédate (Single Version) - 3:15
- Quédate (Remix) - 3:46
- Quédate (Lony Tunes Remix) - 4:12

## Posições
| Parada (2009)                      | Posição |
| ---------------------------------- | ------- |
| Estados Unidos Billboard Latin     | 49      |
| Estados Unidos Billboard Latin Pop | 29      |
| México Los 40 Priincipales         | 26      |
| Guatemala Los 40 Principales       | 37      |
| Panamá Top 50                      | 10      |